# Pterolepis algerica
Pterolepis algerica är en insektsart som först beskrevs av Boris Petrovich Uvarov 1935.  Pterolepis algerica ingår i släktet Pterolepis och familjen vårtbitare. Inga underarter finns listade i Catalogue of Life.